# Климов, Иван Ванифатьевич
Иван Ванифатьевич Климов (16 октября 1935, Дерибы, Свердловская область — 30 мая 2009, Пермский край) — советский работник сельского хозяйства, картофелевод, Герой Социалистического Труда (1972).

## Биография
Родился в деревне Дерибы Пермского района Пермской области.
С 1951 года работал в конезаводе № 9. После службы в Советской армии был рабочим строительной бригады, рамщиком, слесарем, трактористом. Затем работал в сельском хозяйстве, став одним из лучших звеньевых-картофелеводов в области. Его звено собирало свыше 220 центнеров картофеля с гектара. И. В. Климов постоянно совершенствовал применяемые сельхозорудия, совместно с агрономом применял оптимальные методы агротехники.
После выхода на пенсию проживал в посёлке Горный Пермского района, ныне Пермского края.
Умер 30 мая 2009 года. Похоронен на Бахаревском кладбище в Перми.
Автор книги «Резервы картофельного поля»; Лит. запись Н. Н. Кузнецова, 101 с. илл., Пермское книжное издательство, 1982.

## Награды
- Указом Президиума Верховного Совета СССР от 1972 года Климову Ивану Ванифатьевичу было присвоено звание Героя Социалистического Труда с вручением ордена Ленина и золотой медали «Серп и Молот».[4]
- Также был награжден медалями.